# Ferdy Doernberg
Ferdinand "Ferdy" Doernberg (ur. 10 czerwca 1967 w Bad Hersfeld) – niemiecki muzyk heavymetalowy i producent.

## Życiorys
Doernberg urodził się 10 czerwca 1967 roku w Bad Hersfeld jako syn ewangelickiego pastora i kompozytora Martina Doernberga. Przygodę z muzyką rozpoczął w wieku 6 lat, rozpoczynając naukę gry na pianinie. Później zaczął grać na gitarze i trąbce. 
Karierę muzyczną zaczął wraz z punkowym zespołem The Wabbles. W 1989 roku został członkiem zespołu Rough Silk, z którym występuje aż do dziś. W 1998 roku dołączył do zespołu Axela Rudiego Pella nagrywając z nim album Oceans of Time. Doernberg od tamtej pory pozostaje stałym członkiem składu. Oprócz tego, że występuje na płytach studyjnych zespołów, Ferdy grał także okazjonalnie na żywo z niektórymi zespołami m.in. Therion, Gamma Ray czy Freedom Call.
Oprócz występowania na żywo, Ferdy jest także producentem muzycznym. Ma własne studio muzyczne Droehnwerk w Bad Nenndorf, gdzie mieszka.